# Patrick Bussler
Patrick Bussler, né le 1er juin 1984, est un snowboardeur allemand. Au cours de sa carrière, il fut médaillé de bronze en slalom parallèle en 2009 à Gangwon (Corée du Sud) derrière l'Autrichien Benjamin Karl et le Français Sylvain Dufour. En coupe du monde, il a connu quatre podiums, de 2008 à 2016. Il a également participé à trois jeux olympiques d'hiver en jeux olympiques d'hiver de 2006 à Turin, jeux olympiques d'hiver de 2010 à Vancouver et jeux olympiques d'hiver de 2014 à Sotchi où il a fini au pied du podium (4e) en slalom géant parallèle.

## Biographie
Patrick Bussler découvre le snowboard  à l'âge de 10 ans. Il progresse rapidement et, après une première expérience concluante en compétition, il décide d'abandonner le ski alpin au profit de cette discipline.
Il fait ses premières apparitions en coupe d'Europe les 18 et 19 février 2000 à Berchtesgaden en slalom géant parallèle et slalom parallèle dont il finit respectivement 35e et 46e. Ces résultats s’améliorent rapidement jusqu'à un premier top 10 à Spitzingsee le 15 décembre 2001.
Il effectue entre-temps son premier départ en coupe du monde le 9 février 2001, à nouveau à Berchtesgaden où il se classe 46e du slalom parallèle et participe à ses premiers championnats du monde en 2003 à Kreischberg (32e du slalom géant parallèle).
En 2006, il participe aux jeux olympiques de Turin en prenant la 19e place en slalom géant parallèle d'une course remportée par le Suisse Simon Schoch. Puis à la fin de l'année (le 21 décembre), il signe son premier top 10 en coupe du monde : 7e lors du slalom parallèle de Bad Gastein ; le premier d'une longue série, 31 à la fin de la saison 2015-2016.
En 2008 (le 10 octobre), il monte pour la première fois sur un podium de coupe du monde en se classant troisième du slalom parallèle de Landgraaf. Dans la même saison, il monte sur son premier (et à ce jour unique) podium dans un championnat du monde : 3e du slalom parallèle coréen de Gangwon.
En 2010, il participe à ses deuxièmes jeux olympiques à Vancouver où il se classe 16e du slalom géant parallèle remporté par Jasey Jay Anderson.
Quatre ans plus tard, troisièmes jeux olympiques à Sotchi où il réalise ses meilleurs résultats : 4e du slalom géant parallèle et 6e du slalom parallèle (deux épreuves remportées par le champion russe Vic Wild).
Lors de la saison 2014-2015, il remonte, pour la première fois depuis 2008, sur un podium en coupe du monde, et il le fait deux fois : 3e du slalom parallèle de Bad Gastein (le 9 janvier 2015) puis deuxième du slalom géant parallèle de Asahikawa le 28 février.
Lors de la saison 2015-2016, il signe un quatrième podium en coupe du monde en décrochant la 3e place du slalom gant parallèle de Kayseri le 27 février 2016.

## Palmarès

### Jeux olympiques d'hiver
- Jeux olympiques d'hiver de 2006 à Turin (Italie):
  - 19e en slalom géant parallèle.
- Jeux olympiques d'hiver de 2010 à Vancouver (Canada):
  - 16e en slalom géant parallèle.
- Jeux olympiques d'hiver de 2014 à Sotchi (Russie):
  - 6e en slalom parallèle,
  - 4e en slalom géant parallèle.

### Championnats du monde
- Championnats du monde 2009 à Gangwon (Corée du Sud):
  -  Médaille de bronze en slalom parallèle.

### Coupe du monde
- 2 podiums en slalom parallèle,
- 2 podiums en slalom géant parallèle.

### Championnat d'Allemagne
- Champion d'Allemagne de slalom parallèle en 2007, vice-champion en 2011
- Champion d'Allemagne de slalom géant parallèle en 2009, vice-champion en 2005, 2008 et 2015, troisième en 2011
- Troisième des championnats d'Allemagne de slalom géant en 2000